# Serigeni Baru
Serigeni Baru is een bestuurslaag in het regentschap Ogan Komering Ilir van de provincie Zuid-Sumatra, Indonesië. Serigeni Baru telt 1671 inwoners (volkstelling 2010).